# Absolute Christmas 2001
Absolute Christmas 2001 er et kompilationsalbum fra 2001 i serien Absolute Christmas. 

## Spor

### Disc 1
1. John Lennon & Yoko Ono – The Plastic Ono Band – "Happy Xmas War Is Over"
2. Wham – "Last Christmas"
3. Mel & Kim – "Rockin' Around The Christmas Tree"
4. *NSYNC – "Merry Christmas, Happy Holidays"
5. Henning Stærk – "Blue Christmas"
6. Kylie Minogue – "Santa Baby"
7. José Feliciano – "Feliz Navidad"
8. Creamy – "Jingle Bell Rock"
9. Shakin' Stevens – "Merry Christmas Everyone"
10. Boney M – "Mary's Boy Child"
11. Otto Brandenburg – "Søren Banjomus"
12. Spice Girls – "Sleigh Ride"
13. Tom Jones with Cerys Matthews – "Baby, It's Cold Outside"
14. Slade – "Merry Xmas Everybody"
15. Natalie Cole – "Jingle Bells"
16. Ronan Keating feat. Maire Brennan- "Fairytale Of New York"

### Disc 2
1. Band Aid – "Do They Know It's Christmas?"
2. DJ Ötzi – "Christmas Time"
3. Ella Fitzgerald – "Frosty The Snow Man"
4. Paul McCartney – "Wonderful Christmastime"
5. MC Einar – "Jul' Det Cool"
6. Cliff Richard – "Mistletoe & Wine"
7. Gnags – "Julesang"
8. Robbie Williams – "Walk This Sleigh"
9. Cartoons – "Santa Claus Is Coming To Town"
10. The Pretenders – "Have Yourself A Merry Little Christmas"
11. Søs Fenger & Thomas Helmig – "Når Sneen Falder"
12. Nat King Cole – "The Christmas Song (Merry Christmas To You)"
13. Anne Linnet – "Stjerne Over Bethlehem"
14. Bing Crosby – "White Christmas"
15. Darleens – "It's Gonna Be A Cold Cold Christmas"
16. ABBA – "Happy New Year"